# Палмас Арбореа
Палмас Арбореа (итал. Palmas Arborea) је насеље у Италији у округу Ористано, региону Сардинија.
Према процени из 2011. у насељу је живело 1092 становника. Насеље се налази на надморској висини од 12 м.

## Становништво
Према резултатима пописа становништва 2011. у општини је живело 1.482 становника.
| 1931. | 1936. | 1951. | 1961. | 1971. | 1981. | 1991. | 2001. | 2011. |
| ----- | ----- | ----- | ----- | ----- | ----- | ----- | ----- | ----- |
| 531   | 542   | 674   | 907   | 912   | 1.093 | 1.240 | 1.335 | 1.482 |